# Gare de Rotselaar
La gare de Rotselaar est une ancienne gare ferroviaire belge de la ligne 35, de Hasselt à Louvain située sur le territoire de la commune de Rotselaar, dans la province du Brabant flamand en Région flamande.
Mise en service en 1863 sur le chemin de fer concédé de Louvain à Herentals, elle ferme en 1958.

## Situation ferroviaire
Établie à 12 m d'altitude, la gare de Rotselaar était située au point kilométrique (PK) 46,7 de la ligne 35, de Hasselt à Louvain entre la halte de Wezemaal et la gare de Louvain.

## Histoire
La station de Rotselaer est mise en service le 28 mars 1863 sur la ligne de Louvain à Herentals, via Hasselt, construite par la Société anonyme des chemins de fer du Nord de la Belgique et exploitée par le Chemin de fer de l'Est belge depuis sa mise en service le 2 mars en vertu d'un accord passé entre les deux sociétés en 1860.
La fusion de l'Est-belge avec le Chemin de fer d'Anvers à Rotterdam donne naissance au Grand Central Belge qui regroupe plusieurs concessions ferroviaires en Flandre, en Wallonie et aux Pays-Bas. En 1865, le Grand Central mettra en service le prolongement vers Diest et Hasselt concédé au Nord de la Belgique.
En 1898, les Chemins de fer de l’État belge auraient décidé de remplacer le bâtiment de la gare par un nouveau. Cette reconstruction ne fut jamais effectuée : le projet a pu être différé ou cette annonce, relayée par la presse, concernait en réalité un autre lieu. De nombreuses autres gares et haltes du Grand Central belge ont effectivement reçu de nouveaux bâtiments peu après 1898.
Cette station est dépourvue de rampe pour les équipages et les tapissières lorsqu’à lieu la reprise du Grand Central par l’État en 1898. Les autres marchandises sont admises. En 1903, deux nouveaux points d'arrêts sont créés entre Rotselaer et Aerschot : Gelrode et Wezemaal (cette dernière étant administrée depuis Rotselaar avant de devenir une halte en 1908).
Le trafic étant jugé insuffisant, les trains ne s'arrêtent plus à Rotselaar à partir du 1er juin 1958. La seule gare de la commune est désormais l'arrêt de Wezemaal.

### Nom de la gare
La graphie du nom de la gare est modifiée le 1er février 1938 : de « Rotselaer » elle devient officiellement « Rotselaar ».

## Patrimoine ferroviaire
Le bâtiment des recettes démoli depuis témoigne des liens entre les compagnies de l'Est-belge et le Nord de la Belgique, il est en effet similaire à ceux bâtis par l'Est-belge sur la ligne de Châtelineau à Florennes et Givet, se distinguant par un plus grand œil-de-bœuf sous la corniche médiane et par les fenêtres sans encadrement de chaque étage. Les deux baies géminées présentes à chaque pignon sont à arc brisé à Rotselaar. Il diffère complètement des autres petites gares construites ultérieurement par le Nord de la Belgique sur les chemins de fer concédés d'Anvers à Hasselt (lignes 35 et 16) et de Turnhout à Tilbourg (ligne 29) où le bâtiment comporte une aile basse et un corps de logis sous toiture transversale (la gare de Boechout est un exemple de cette famille de gares).
Sa disposition, symétrique à l'origine, comprend deux ailes d'une travée encadrant le corps central à étage où résidait le chef de gare et sa famille, est également reprise par le Nord de la Belgique pour la gare de Westmeerbeek, située entre Aerschot et Herentals sur une section hors-service actuellement référencée comme ligne 29, d'Aarschot à la frontière des Pays-Bas (via Herentals et Turnhout) mais Westmeerbeek constitue une version simplifiée, dépourvue des décorations de façade et des lucarnes-pignons.
Par la suite, le plan type de Westmeerbeek sera réutilisé par le Nord de la Belgique et la Société belge de chemins de fer pour les bâtiments de gares de plusieurs chemins de fer privés en Belgique et en France.
Aucune de ces deux gares du chemin de fer de Louvain à Herentals n'a survécu.